# 369423 Quintegr'al
369423 Quintegr'al este o planetă minoră (asteroid) din centura de asteroizi. A fost descoperită pe 28 ianuarie 2006 la Nogales de Jean-Claude Merlin⁠(d). 
Obiectul prezintă o orbită caracterizată de o semiaxă mare de 2,9539221466451 UAi, o excentricitate de 0,06, o înclinație de 0,9 ° în raport cu ecliptica.